# Liliane Juchli

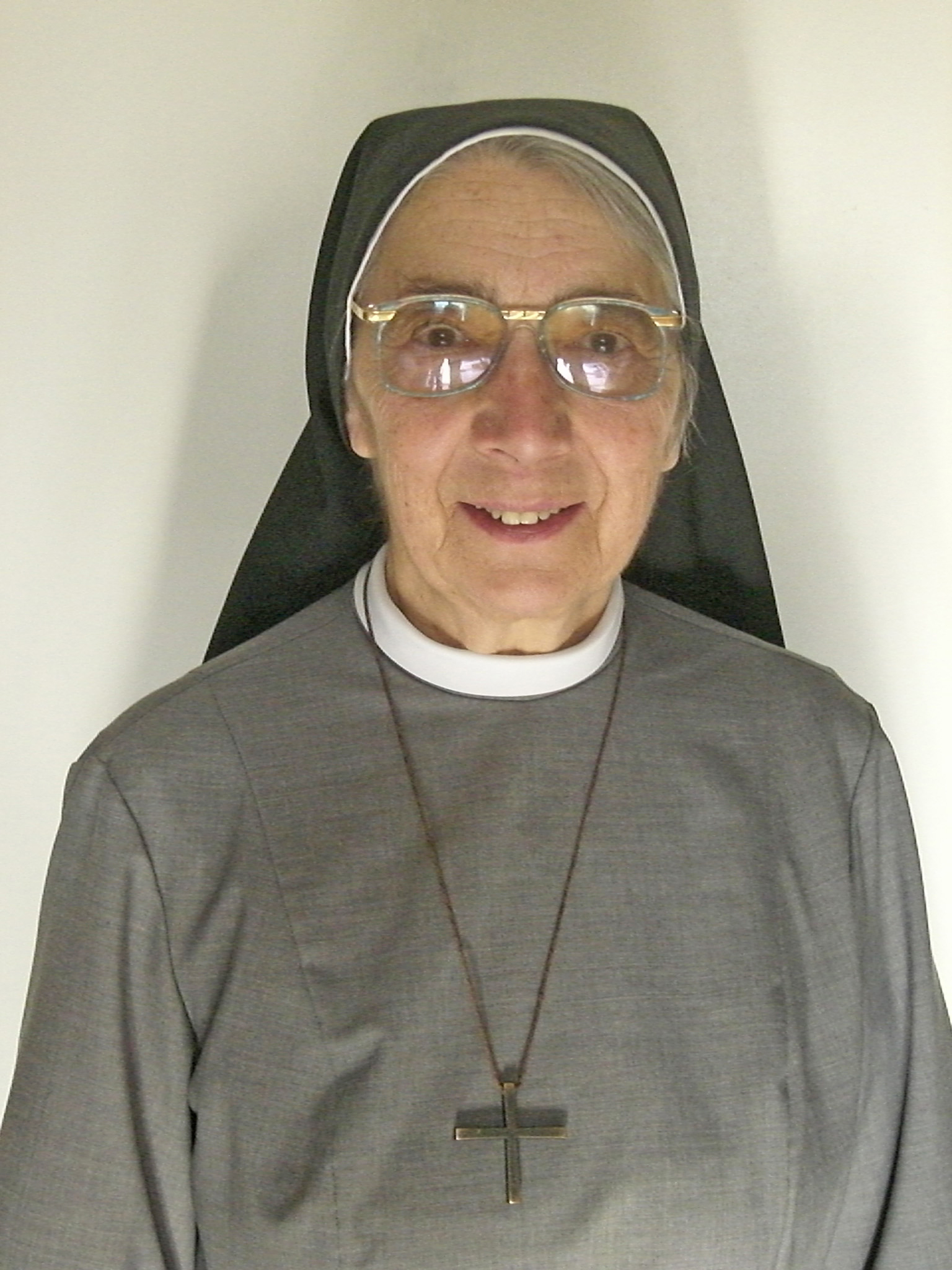
Liliane Juchli, 2008

Liliane Juchli SCSC (* 19. Oktober 1933 als Klara Ida Juchli in Nussbaumen/Obersiggenthal; † 30. November 2020 in Bern) war eine Schweizer Krankenschwester, römisch-katholische Ordensschwester der Barmherzigen Schwestern vom heiligen Kreuz (Ingenbohler Schwestern) und Pflegewissenschaftlerin.

## Leben und Wirken
Liliane Juchli wuchs mit einem älteren und einem jüngeren Bruder in ärmlichen Verhältnissen auf. Der Vater hatte seine Arbeit als Fräser in Folge der Weltwirtschaftskrise verloren und verrichtete Gelegenheitsarbeiten, so beispielsweise im Steinbruch. Die Mutter arbeitete als Heimarbeiterin und die junge Liliane Juchli musste mithelfen, durch das Austragen von Zeitungen oder das ‚Kegel stellen‘ im Wirtshaus, das geringe Verdienst der Eltern aufzubessern. Schon als Kind entwickelte Juchli den Wunsch, sich in der Entwicklungszusammenarbeit zu engagieren. Da dies damals für Frauen nur über eine kirchliche Institution möglich war, beschloss sie Ordensschwester zu werden, um dann in die Missionsgebiete entsandt zu werden. Nach ihrer Schulzeit arbeitete sie im Alter von 15 Jahren zunächst als Schwesternhelferin im Spital von Yverdon-les-Bains. Es folgte 1953 bis 1956 die Ausbildung zur Krankenschwester an der Krankenpflegeschule Theodosianum in Zürich.
1956 trat sie in den Orden der Barmherzigen Schwestern vom Heiligen Kreuz (genannt Ingenbohler Schwestern) im Institut Ingenbohl in Brunnen ein. 1959 legte sie die Profess ab und nahm den Ordensnamen Schwester Liliane an. 1964 erlangte sie einen Diplomabschluss als Lehrerin für Krankenpflege an der Kaderschule des Schweizerischen Roten Kreuzes in Zürich und 1978 als Erwachsenenbildnerin an der Akademie für Erwachsenenbildung Luzern. Sie nahm ausserdem an Fortbildungen teil, zum Beispiel bei Karlfried Graf Dürckheim in Todtmoos-Rütte und zur Gestaltpädagogik bei Albert Höfer in Graz. Eine logotherapeutische Ausbildung nach Viktor Frankl absolvierte sie am Institut für Logotherapie in Tübingen.
Nach zehn Jahren pflegerischer Tätigkeit in verschiedenen Krankenhäusern aller Fachrichtungen, darunter in Walenstadt, Locarno und Zürich, unterrichtete Juchli nach ihrer Rückkehr ins Theodosianum ab 1962 an der dortigen Krankenpflegeschule, ohne eine vorherige Weiterbildung in der Lehrtätigkeit absolviert zu haben. Während der folgenden zehn Jahre wirkte sie in Schule, Theorie und Praxis in Aarau, Basel und Zürich. Da sie für diesen Bereich auf keinerlei Fachliteratur zurückgreifen konnte, entwickelte sie eigene Skripte, die sie mit Unterstützung der damaligen Schulleiterin zum »Praktikumsheft« zusammenfasste, das die Grundlage ihres späteren Pflegelehrbuches bildete, das erstmals 1973 erschien und die Standardwerke in der Krankenpflegeausbildung, die meist von Ärzten verfasst waren (wie z. B. der sog. Beske) ablöste.
Von 1971 bis 1977 war Juchli Mitarbeiterin an der Kaderschule für Krankenpflege des Schweizerischen Roten Kreuzes (SRK) in Aarau und ebenda von 1983 bis 1990 Dozentin der Fächer Didaktik und Krankenpflege. Ab 1974 übernahm sie die Leitung der ordenseigenen Pflegeschule am Clara-Spital in Basel und arbeitete gleichzeitig an der Neuauflage eines Buches. Die hohe Arbeitsbelastung hatte nach eigenen Angaben einen Burn-out zur Folge, zu dessen Bewältigung sie therapeutisch-seelsorgerliche Begleitung in Anspruch nahm. Ihre Erkrankung bewirkte auch, dass sie das Thema „Selbstpflege“ in ihr Lehrbuch aufnahm. 1979 unterbrach sie ihre Lehrtätigkeit und war zwei Jahre lang am Inselspital in Bern in der praktischen Patientenversorgung tätig.
Anschliessend begann sie eine umfangreiche Lehrtätigkeit in Erwachsenenbildung sowie Weiterbildung für Pflegende, Leitende und Unterrichtende im In- und Ausland. Hierfür wurde sie vom Orden freigestellt und bereiste im Rahmen ihrer Dozententätigkeit und als Referentin bei internationalen Kongressen ganz Europa, die USA und Taiwan.
Die Auseinandersetzung mit ihrem Abschied aus der Berufstätigkeit mündete im Buch Ganzheitliche Pflege – Vision oder Wirklichkeit. Als Vertreterin einer Generation, die über Jahrzehnte den Pflegeberuf sowohl von Traditionen als auch durch neue Denkweisen geprägt hat, war sie sich bewusst, dass eine junge Generation von Pflegenden angetreten war, die Pflege auf ihre Art sahen, gestalteten und veränderten.
Ab 1990 fand sie neue Wirkungsfelder im Rahmen der Bildungsarbeit mit Schwestern verschiedener Orden und Kongregationen in der dritten und vierten Lebensphase sowie mit Schwestern, die alte und kranke Schwestern begleiten, betreuen und pflegen. Sie hielt zudem Lebenskurse mit Themen wie Sinnfindung und Lebensgestaltung, Lebensprozesse und Lebenswenden, Schmerz, Leiden und Grenzerfahrungen sowie die Wiederentdeckung der Ressourcen gesunden Lebens. Ausserdem war sie in der Lebensberatung und Begleitung (logotherapeutisch und/oder seelsorgerisch) tätig.
Juchli war Autorin zahlreicher Publikationen, die mehrfach aufgelegt wurden, und erhielt für ihre Verdienste Preise und Auszeichnungen.
Juchli starb am 30. November 2020 im Berner Haus für Pflege infolge einer SARS-CoV-2-Infektion.

## Werk

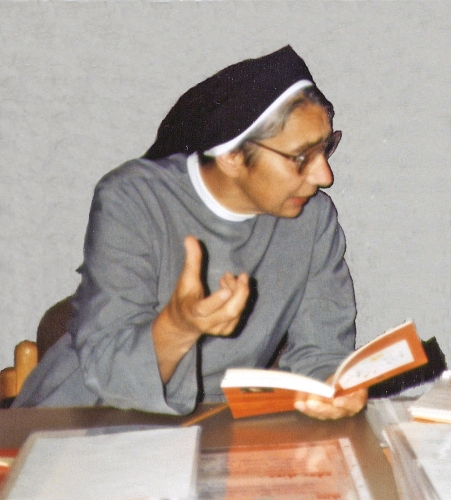
Liliane Juchli, ca. 2007

Juchli setzte sich für eine Systematisierung, Strukturierung, Vertiefung und Aktualisierung des vorhandenen Krankenpflegewissens ein. Ihr Hauptanliegen war eine ganzheitliche Sicht der gepflegten Personen; die Ganzheit und Einheit von Körper, Seele und Geist des Menschen. Pflege umfasst nach ihrem Leitbild sowohl die Sorge für den Patienten (die Pflegequalität) als auch die Selbstsorge (die Lebensqualität der Pflegenden). Sie setzte sich dabei zeitlebens für die Würde des Menschen ein.
Juchli hat die Entwicklung, Professionalisierung und Lehre der Pflege im gesamten deutsch-, zum Teil auch im niederländisch- und italienischsprachigen Raum Europas in den letzten vier Jahrzehnten des 20. Jahrhunderts durch das von ihr entwickelte Pflegelehrbuch (im Jargon «der Juchli» oder «die Juchli» genannt) beeinflusst. Ihr Name ist lange Zeit zum Synonym für das Pflegemodell der Aktivitäten des täglichen Lebens geworden. Es entstand aus gesammelten Arbeitsblättern, die sie als junge Schulschwester in den 1960er-Jahren für ihre Schülerinnen entwickelt hatte. Bis dahin wurden Bücher, die die Krankenpflege betrafen, ausschliesslich von Ärzten verfasst, die die Pflegetätigkeit entsprechend als Arztassistenz beschrieben. Als gebundenes Buch mit dem Titel Umfassende Krankenpflege wurde Juchlis Werk auch den Diplomierten zur Verfügung gestellt. Das 300 Seiten starke Manuskript erschien 1971 auch in Deutschland und in Folge unter verschiedenen Titeln in mehreren Auflagen als Standardwerk. Da sich die Inhalte des Modells von Juchli am Pflegealltag orientierten, fand es eine rasche Ausbreitung und diente als Basis für weiterführende Modelle. Der Thieme-Verlag gibt das auf Julchis Werk basierende Lehrbuch Thiemes Pflege bis heute heraus.
Auch ihre anderen Werke wurden in mehreren Auflagen herausgegeben.

## Veröffentlichungen (Auswahl)
- Sein und Handeln. Ein ABC für Schwestern und Pfleger. RECOM, Basel 1987, ISBN 3-7244-8646-4.
- Was kranke Menschen brauchen. Hilfen für eine ganzheitliche Pflege. Herder, Freiburg 1988, ISBN 3-451-21025-8.
- Pflegen – Begleiten – Leben: Kranke und Behinderte daheim. Ein ABC für alle Betroffenen. F. Reinhardt, Basel 1992, ISBN 3-7245-0576-0.
- Alt werden – alt sein. Ein ABC für die Begleitung und Betreuung Betagter. RECOM Basel, 1993, ISBN 3-7244-8649-9.
- Heilen durch Wiederentdecken der Ganzheit. Kreuz, Stuttgart 1993, ISBN 3-7831-0794-6.
- Bilder einer Depression. Leben mit den Kräften der Tiefe. Kreuz, Stuttgart 1993, ISBN 3-7831-0870-5.
- Ganzheitliche Pflege. Vision oder Wirklichkeit. RECOM, Basel 1993, ISBN 3-315-00076-X.
- Wohin mit meinem Schmerz? Herder, Freiburg 1996, ISBN 3-451-04212-6.
- mit  Silja Walter, Michaele Puzicha: Jemandsland – der Heilsweg des Menschen. Paulus, Freiburg i.Ü. 1997, ISBN 3-7228-0420-5.

### Verschiedene Auflagen des Pflegelehrbuches
- mit Beda Högger: Umfassende Krankenpflege. Thieme-Verlag, Stuttgart 1971, ISBN 3-13-484901-1.
- Allgemeine und spezielle Krankenpflege. Ein Lehr- u. Lernbuch. 1. Auflage. Thieme, Stuttgart 1973, ISBN 3-13-500001-X (zwei weitere Auflagen).
- Krankenpflege. Praxis und Theorie der Gesundheitsförderung und Pflege Kranker. 4.–6. Auflage, 1983, 1987, 1991.
- Pflege. Praxis und Theorie der Gesundheits- und Krankenpflege. 7. u. 8. Auflage, Thieme, Stuttgart 1994–1997.
- Thiemes Pflege: das Lehrbuch für Pflegende in Ausbildung. Hrsg.: Susanne Schewior-Popp, 11. Auflage, Thieme, 2009, ISBN 978-3-13-500011-4.

- Thiemes Pflege: das Lehrbuch für Pflegende in Ausbildung. (mit CD-Rom, Hrsg.: Susanne Schewior-Popp; Autoren: Franz Sitzmann; Lothar Ullrich; Begründet von Liliane Juchli) Thieme, Stuttgart 2012, ISBN 978-3-13-500012-1 (darauf basierend weitere Auflagen im Thieme-Verlag).

## Ehrungen und Auszeichnungen
- 1997: Verleihung der Ehrendoktorwürde der theologischen Fakultät der Universität Freiburg (Schweiz)
- 1998: Hommage im Pflegebereich von deutschen Berufsangehörigen und Verbandsvertretern
- 1998: „Goldener Ehrenring“ des Österreichischen Gesundheits- und Krankenpflegeverbandes in Würdigung ihres gesamten Lebenswerkes
- 1998: Ehrenmitglied des Schweizerischen Berufsverband der Pflegefachfrauen und Pflegefachmänner (SBK)
- 2008: Jahrespreis der Stiftung für Abendländische Ethik und Kultur, Zürich
- 2010: „Goldenes Ehrenzeichen für Verdienste um die Republik Österreich “ und „Lazarus Ehrenpreis für ihr Lebenswerk“, Bad Ischl, Österreich
- 2014: Ehrenbürgerin der Geburtsgemeinde Obersiggenthal[12][13]
- 2016: aIP-Award Ehrenpreis für das Lebenswerk durch kegra, Köln[14]
- 2017: Verleihung der Ehrendoktorwürde (Goldene Brosche St. Elisabeth) durch die St. Elisabeth Universität für Gesundheitswesen in Bratislava
- 2018: Verdienstorden der Bundesrepublik Deutschland (Verdienstkreuz 1. Klasse)[15]
- 2019: Österreichisches Ehrenkreuz für Wissenschaft und Kunst (1. Klasse)

## Sr. Liliane Juchli Bibliothek
Juchlis Gesamtwerk bestehend aus den von ihr veröffentlichten Werken sowie einer Sammlung von Fotografien über ihr Wirken und ein Archiv mit Video- und Tonaufnahmen wurde 2014 in der Sr. Liliane Juchli Bibliothek in Siebnen (CH) der Öffentlichkeit zugänglich gemacht.

## Film
Zum 80. Geburtstag von Liliane Juchli wurde Anfang 2013 ein Film über sie mit dem Titel Leiden schafft Pflege – ein Leben für die Würde des Menschen unter der Regie von Marianne Pletscher realisiert. Premiere des Films war anlässlich des Fachsymposium Gesundheit im Januar 2013 in St. Gallen, organisiert vom Kantonsspital St. Gallen.